# 轉生者才能駕馭的極限天賦 - Over Limit Skill Holder -
《轉生者才能駕馭的極限天賦 - Over Limit Skill Holder -》是日本輕小說作家三上康明所撰寫的輕小說，小說插畫由大槍葦人負責繪製。日文版小說由KADOKAWA旗下的富士見Fantasia文庫出版。

## 故事簡介
主角從小因為黑髮黑眼，被視為不吉，被賣到採集技能寶珠的礦場當奴隸。有一天因為奴隸的主人貴族，因為落石被砸死，導致礦場所有的奴隸從奴隸的洗腦束縛中被解放，主角也想自己前世是日本人。

## 出版書籍

### 輕小說
| 卷数 | KADOKAWA       | KADOKAWA               | 單行本封面人物 |
| 卷数 | 發售日期       | ISBN                   | 單行本封面人物 |
| ---- | -------------- | ---------------------- | -------------- |
| 1    | 2020年11月20日 | ISBN 978-4-04-073854-3 | 雷吉、菈可     |
| 2    | 2021年2月20日  | ISBN 978-4-04-073859-8 | 雷吉           |

### 漫畫
紙質版漫畫於2020年11月27日起在《月刊Comic電擊大王》雜誌上連載，每月26或27日更新一話。網絡版漫畫于2020年12月4日起在ComicWalker連載。從第二話開始，網絡版漫畫將原本紙質版杂志一話的內容分成兩話連載，并于每月第一、三个星期五更新一話。

## 外部鏈接
- （日語）限界超えの天賦《スキル》は、転生者にしか扱えない　ー　オーバーリミット・スキルホルダー - 成為小說家吧
- （日語）《轉生者才能駕馭的極限天賦》小說特設官方網站 （页面存档备份，存于）
- （日語）《轉生者才能駕馭的極限天賦》漫畫特設官方網站 （页面存档备份，存于）
- （日語）《轉生者才能駕馭的極限天賦》漫畫網絡連載官方網站 （页面存档备份，存于）